# Open Yale Courses
Open Yale Courses ist eine am OpenCourseWare-Konzept orientierte Initiative der Yale University mit dem Ziel, Einführungsveranstaltungen der Universität kostenlos und frei online verfügbar zu machen.
Die Website wurde im Dezember 2007 gestartet mit sieben Kursen verschiedener Fakultäten, unterstützt durch die William and Flora Hewlett Foundation.
Manche der Vorlesungen enthalten urheberrechtsgeschütztes Material, das Yale nicht über das Internet verbreiten darf. Deshalb wurden einige Videos geschnitten oder Stellen geschwärzt.
Derzeit sind 42 Kurse aus nahezu allen klassischen Studienrichtungen vertreten. Ende 2010 kamen viele Kurse neu hinzu, die das gesamte Spektrum der Künste, Human-, Sozial- und Naturwissenschaften abdecken.